# Tiên Tiến
Tiên Tiến là một xã thuộc tỉnh Hưng Yên, Việt Nam.

## Địa lý
Xã Tiên Tiến nằm ở trung tâm tỉnh Hưng Yên, có vị trí địa lý:
- Phía nam giáp xã Tống Trân.
- Phía tây giáp xã Tiên Hoa.
- Phía bắc giáp xã Quang Hưng và xã Đoàn Đào.
- Phía đông giáp xã Nam Thanh Miện của thành phố Hải Phòng, có ranh giới tự nhiên là sông Cửu An.

## Lịch sử
Sau năm 1946, Kim Anh, Quang Trung là hai xã thuộc huyện Phù Cừ.
Năm 1947, hợp nhất hai xã Quang Trung và Kim Anh thành xã Tiên Tiến.
Năm 1957, chia xã Tiên Tiến thành hai xã Tiên Tiến và Minh Tiến.
Ngày 26 tháng 1 năm 1968, tỉnh Hưng Yên hợp nhất với tỉnh Hải Dương thành tỉnh Hải Hưng và xã Tiên Tiến thuộc huyện Phù Cừ, tỉnh Hải Hưng.
Ngày 11 tháng 3 năm 1977, Hội đồng Chính phủ ban hành Quyết định 58-CP về việc hợp nhất hai huyện Phù Cừ và Tiên Lữ thành huyện Phù Tiên và xã Tiên Tiến thuộc huyện Phù Tiên, tỉnh Hải Hưng.
Ngày 6 tháng 11 năm 1996, Quốc hội ban hành Nghị quyết về việc chia tỉnh Hải Hưng thành 2 tỉnh Hải Dương và Hưng Yên và xã Tiên Tiến thuộc huyện Phù Tiên, tỉnh Hưng Yên.
Ngày 24 tháng 2 năm 1997, Chính phủ ban hành Nghị định 17-CP về việc chuyển xã Tiên Tiến thuộc huyện Phù Tiên về huyện Phù Cừ mới tái lập quản lý.
Ngày 16 tháng 6 năm 2025, Ủy ban Thường vụ Quốc hội ban hành Nghị quyết số 1666/NQ-UBTVQH15 về việc sắp xếp các đơn vị hành chính cấp xã của tỉnh Hưng Yên năm 2025. Theo đó, sắp xếp toàn bộ diện tích tự nhiên, quy mô dân số của các xã Đình Cao, Nhật Quang và Tiên Tiến thành xã mới có tên gọi là xã Tiên Tiến.